# زیردریایی دوربو
زیردریایی دوربو (به انگلیسی: Italian submarine Durbo) یک زیردریایی است که طول آن ۶۰٫۱۸ متر (۱۹۷ فوت ۵ اینچ) می‌باشد.